# Chênehutte-les-Tuffeaux
Chênehutte-les-Tuffeaux est une ancienne commune française du département de Maine-et-Loire. Elle a existé de la fin du XVIIIe siècle jusqu'à 1973.
Cette commune résultait elle-même de la fusion, en 1794, de deux communes éphémères : Chênehutte et les Tuffeaux. 
En 1973, la commune a fusionné avec celle de Trèves-Cunault pour former l'actuelle commune de Chênehutte-Trèves-Cunault.